# Stade Pierre-Mauroy
Das Stade Pierre-Mauroy (durch Sponsoring offiziell Decathlon Arena Stade Pierre Mauroy) ist ein Fußballstadion in der französischen Stadt Villeneuve-d’Ascq, Metropolregion Lille (LMCU). Es ist die Heimspielstätte des Fußballclubs OSC Lille. Benannt ist es nach Pierre Mauroy, fast drei Jahrzehnte lang Bürgermeister der Stadt Lille.
Die 2012 eingeweihte Sportstätte ist mit einem schließbaren Dach ausgestattet. Das Architekturbüro Valode & Pistre und der Architekt Pierre Ferret entwarfen die Sportanlage. Die Zuschauerkapazität bei Fußball- und Rugbyspielen liegt bei 50.083 Besuchern.

## Geschichte
Schon in den späten 1990er Jahren gab es Pläne ein neues Stadion zu bauen. Nach dem Ende Dezember 2005 endgültig gescheiterten Vorhaben, in Lille einen Nachfolger des Stade Grimonprez-Jooris zu bauen, suchte man einen neuen Platz für den Bau. Im April 2006 wählte man den Standort Borne de l’espoir im Stadtteil Hôtel de Ville von Villeneuve-d’Ascq aus. Zuerst trug das Bauprojekt auch den Namen Stade Borne de l’espoir. Nach den Planungen und Vorarbeiten unterzeichneten die Bürgermeister Gérard Caudron, Villeneuve-d’Ascq, und Mark Godfrey, Lezennes, am 17. Dezember 2009 die Baugenehmigung für die neue Arena. Am 26. März 2010 starteten die Bauarbeiten und am 27. September 2010 fand vor 500 Gästen die symbolische Grundsteinlegung statt.
Neben dem innerhalb von 30 Minuten schließbaren Dach bietet das Stadion eine weitere Besonderheit. Der nördliche Teil des Spielfeldes lässt sich hochfahren und über die Südseite des Platzes verschieben. Unter der verschobenen Spielfeldseite befindet sich dann eine Veranstaltungsarena mit zusätzlichen Tribünen für Konzerte, Basketball- und Handballspiele oder sonstige Veranstaltungen. In dieser Ausführung finden bis zu 29.500 Besucher Platz in der kleinen Arena.
Das Stadionprojekt allein umfasste ein Finanzvolumen von 282 Millionen Euro. Hinzu kamen Kosten von 42 Millionen für weitere Randbebauung wie Hotel, Restaurants etc. Die Kosten wurden zu 56 % aus privaten Mitteln wie Sponsoren aufgebracht, 44 % zahlten die Metropolregion Lille und die Region Nord-Pas-de-Calais.
Am 5. Oktober 2011 wurde die Stahlträger-Dachkonstruktion des schließbaren Daches angehoben und montiert. Es hat eine Länge von 205 Metern bei einer Breite von 110 Metern. Mit einer Höhe von 16,25 Metern wiegt das Dachelement 7.400 Tonnen. Die vier Hydraulikstützen hoben das Dach etwa drei Meter pro Stunde und die Montage dauerte insgesamt etwa zwei Tage.
Der Vorverkauf für die Eintrittskarten des OSC Lille der Saison 2012/13 begann am 17. November 2011. Am 17. August 2012 und damit im Rahmen der ursprünglichen Zeitplanung öffnete die neue Heimat des LOSC ihre Pforten für das erste Liga-Spiel gegen die AS Nancy; die Partie endete mit einem 1:1-Unentschieden. Der erste internationale Wettkampf im Stadion war das Rugby-Union-Länderspiel zwischen Frankreich und Argentinien am 17. November 2012, welches Frankreich mit 39:22 gewann. Die Umbenennung in Stade Pierre-Mauroy erfolgte im Juni 2013, zwei Wochen nach dem Tod des Namensgebers.
Von 1984 bis 2013 fand im Palais Omnisports de Paris-Bercy die Motocrossveranstaltung Supercross Paris-Bercy statt. Durch die Modernisierungsarbeiten am Palais Omnisports ist die Veranstaltung seit 2014 im Stadion von Lille beheimatet.
Am Wochenende vom 21. bis 23. November 2014 war die Fußballarena Schauplatz des Finales um den Davis Cup 2014 zwischen Gastgeber Frankreich und der Schweiz. Ende Oktober 2014 meldete der französische Tennisverband FFT die Veranstaltung als ausverkauft. Damit verfolgten an den drei Tagen je 27.000 Zuschauer die Partien. Vom 24. bis 26. November 2017 traf die französische Davis-Cup-Mannschaft in der Heimat des OSC im Finale des Davis Cup auf Belgien. Die Gastgeber siegten mit 3:2 und gewannen ihren insgesamt zehnten Davis-Cup-Titel.
Anlässlich der Fußball-Europameisterschaft 2016 in Frankreich fanden im Stade Pierre-Mauroy insgesamt sechs Spiele statt.
Am 9. Juni 2022 wurde bekanntgegeben, dass das Stadion den Sponsorennamen Decathlon Arena Stade Pierre Mauroy ab der Saison 2023/24 tragen wird. Der Vertrag mit dem Sportartikelhersteller und -händler Decathlon läuft über fünf Jahre.
Die Sportstätte war einer von neun Spielorten der Rugby-Union-Weltmeisterschaft 2023. Am 25. Mai 2024 wird das Endspiel des Coupe de France 2023/24 in der Arena ausgetragen, da das Stade de France für die Olympischen Sommerspiele und die Sommer-Paralympics renoviert wird.
Bei den Olympischen Sommerspielen 2024 fand im Stade Pierre-Mauroy die Finalrunde im Handball und die Vorrunde im Basketball statt. Die zunächst vorgesehene Arena Paris Sud 6 der Messe Paris erwies sich aufgrund der niedrigen Decke und des möglichen Mangels an Belüftung als ungeeignet für die Austragung.

## Galerie

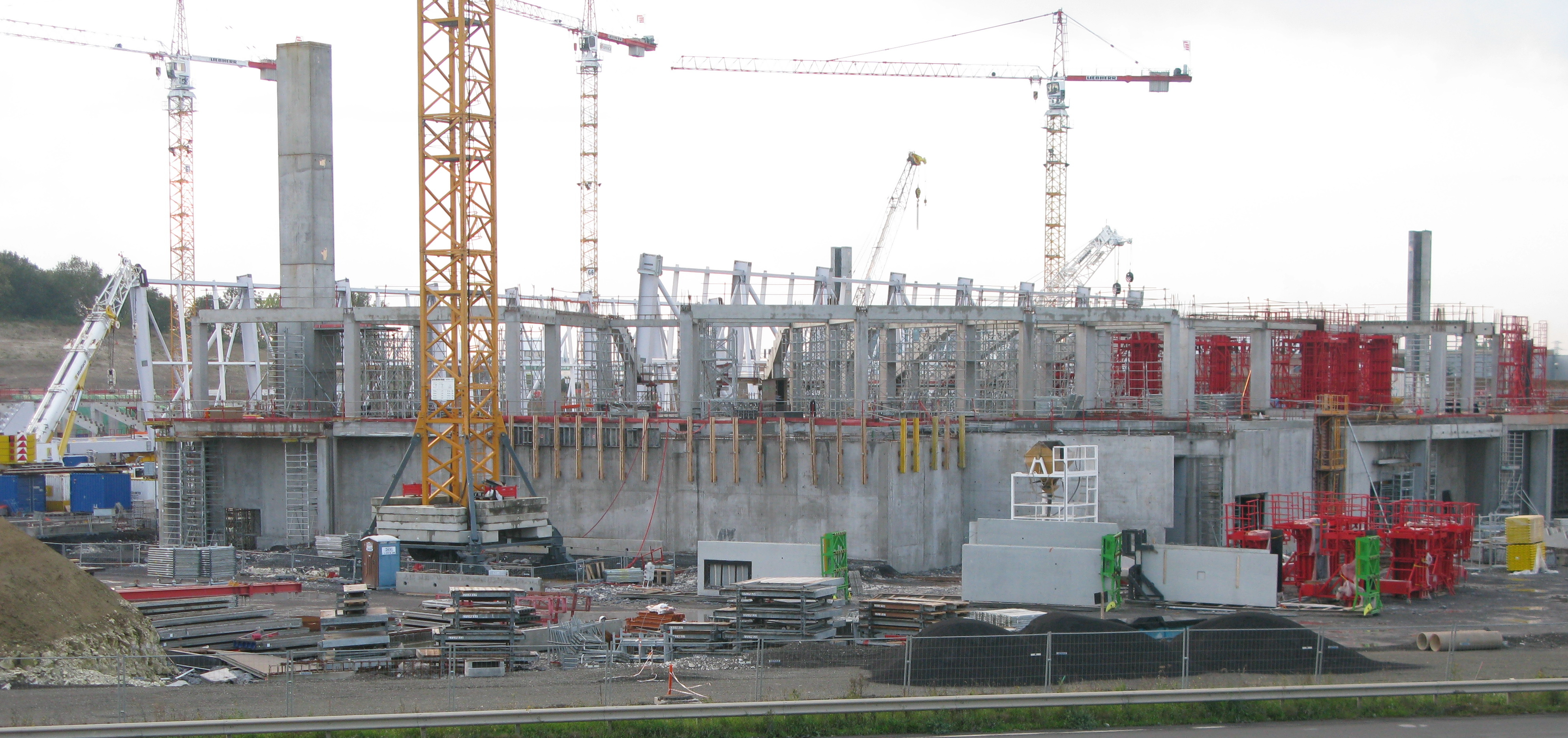
Die Baustelle im September 2010
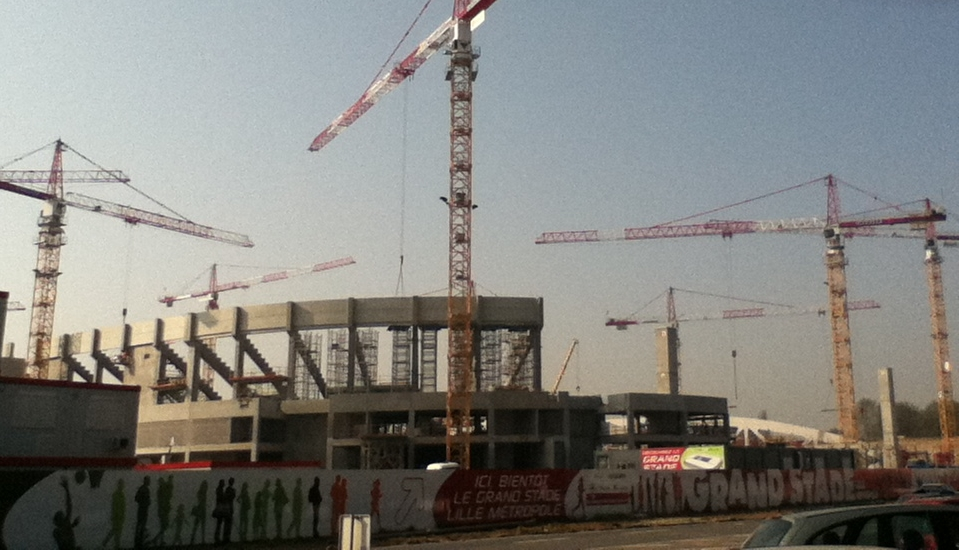
März 2011
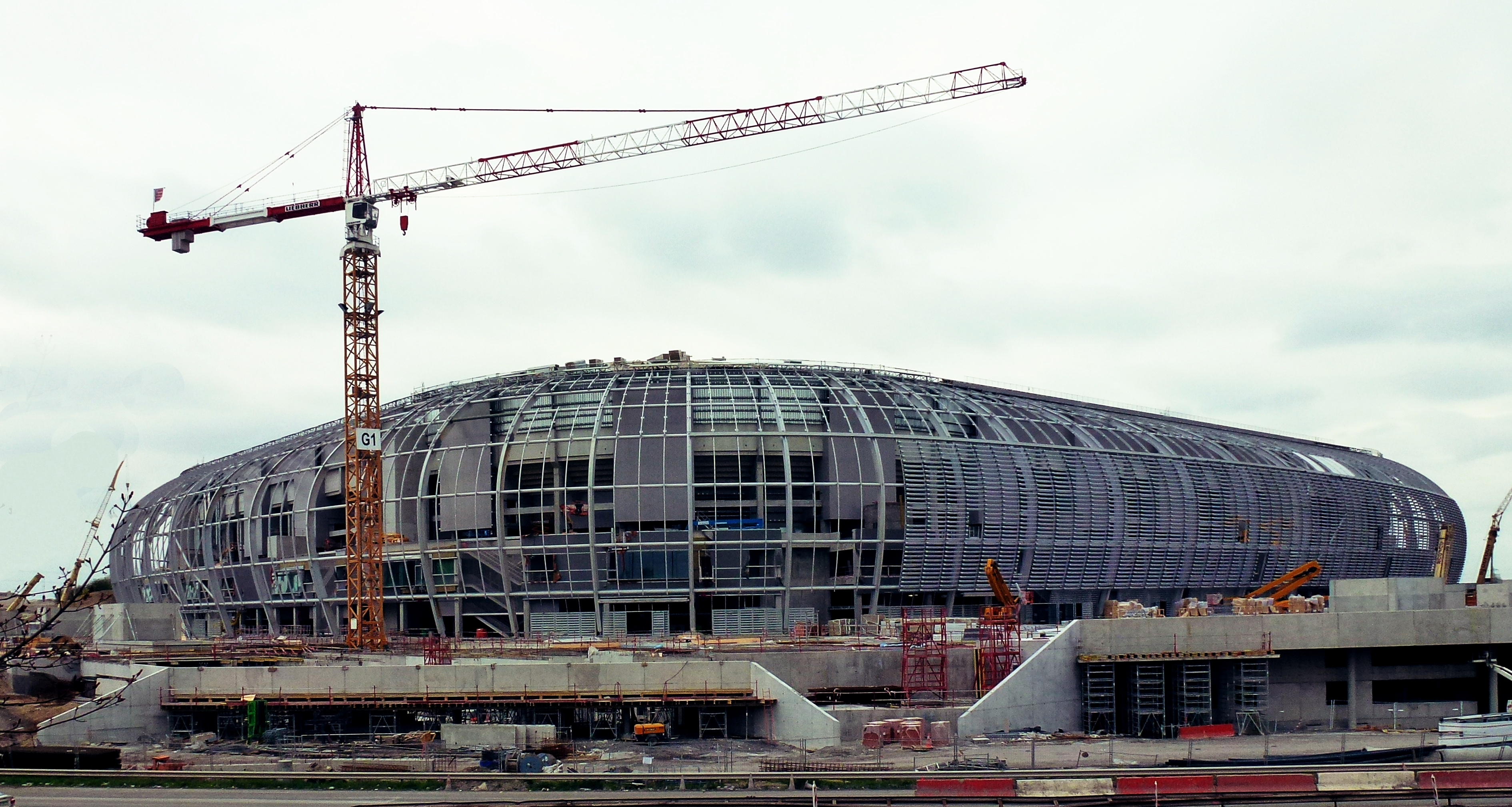
April 2012
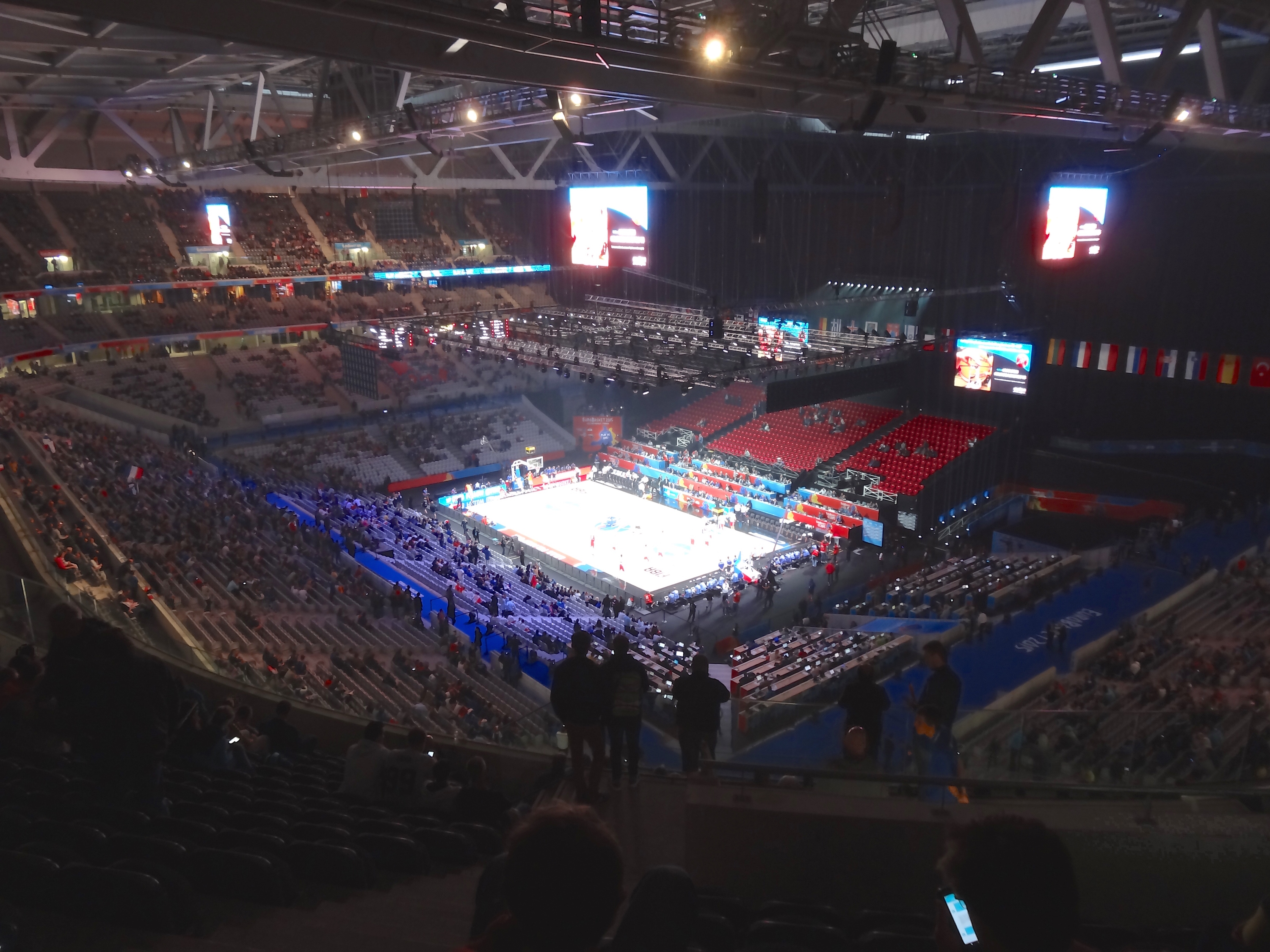
Das Stadion während der Basketball-Europameisterschaft 2015
Luftaufnahme von 2016
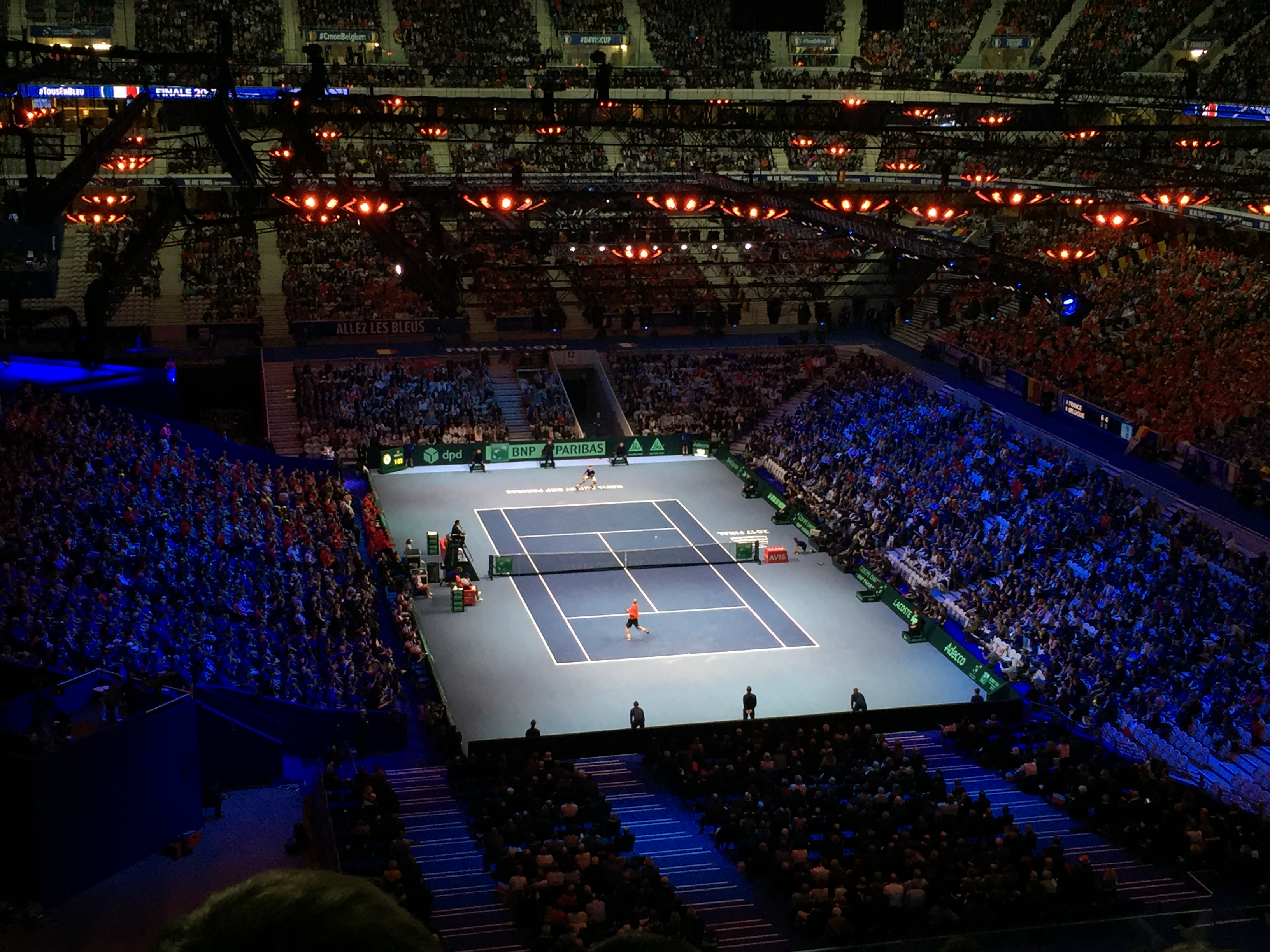
Finale im Davis Cup 2017